# Prepona deiphile
Espèce
Prepona deiphile est une espèce d'insectes lépidoptères (papillons) de la famille des Nymphalidae, de la sous-famille des Charaxinae et du genre Prepona.

## Dénomination
Prepona deiphile a été décrit par Jean-Baptiste Godart en 1824 sous le nom initial de Nymphalis deiphile.
Pour certains auteurs Prepona deiphile lygia Fruhstorfer, 1904 et Prepona deiphile neoterpe Honrath, 1884 sont des espèces à part entière  Prepona lygia Fruhstorfer, 1904 et Prepona neoterpe Honrath, 1884 .

### Noms vernaculaires
Prepona deiphile brooksiana se nomme Orange-spotted Prepona en anglais.

### Sous-espèces
- Prepona deiphile deiphile ; présent au Brésil.
- Prepona deiphile brooksiana Godman & Salvin, 1889 ; présent au Mexique.
- Prepona deiphile diaziana Miller & Miller, 1976 ; présent au Mexique.
- Prepona deiphile escalantiana Stoffel & Mast, 1973 ; présent au Mexique.
- Prepona deiphile ibarra Beutelspacher, 1982 ; présent au Mexique.
- Prepona deiphile lambertoana Llorente, Luis & González, 1992 ; présent au Mexique.
- Prepona deiphile lygia Fruhstorfer, 1904 ou Prepona lygia ; présent à Panama, au Costa Rica et en Guyane.
- Prepona deiphile neoterpe Honrath, 1884 ou Prepona neoterpe ; présent au Pérou et en Guyane
- Prepona deiphile photidia Fruhstrofer, 1912 ; présent en Colombie
- Prepona deiphile salvadora Llorente, Luis & González, 1992 ; présent au Salvador
- Prepona deiphile sphacteria Fruhstorfer, 1916 ; présent au Pérou
- Prepona deiphile xenagoras Hewitson, 1875 ; présent en Bolivie[1],[2].

## Description
Prepona deiphile est un grand papillon au bord externe des ailes antérieures très concave et au bord externe des ailes  postérieures festonné. La face supérieure est de diverses couleurs avec une large bande bleue bleu-vert métallisé allant aux ailes antérieures de n3 au milieu du bord externe et aux ailes postérieures du milieu du bord costal n2 près de l'angle anal. Les deux ocelles du revers sont un peu visibles en transparence. Prepona deiphile brooksiana présente une ligne submarginale de points jaune orangé.
Le revers est jaune doré plus clair dans la partie basale, plus foncé dans l'aire postdiscale avec entre deux bandes claires en zigzag. Les ailes postérieures sont ornées de deux ocelles noirs cerclés de jaune, l'un proche de l'angle anal, l'autre proche de l'apex.

## Écologie et distribution
Prepona  deiphile est présent dans le sud du Mexique, au Salvador, à Panama, au Costa Rica, en Colombie, en Bolivie, au Pérou, au Brésil et Guyane,,.

### Biotope
Prepona deiphile réside dans la canopée de la forêt tropicale.

### Protection
Pas de statut de protection particulier.